# Jednadžba difuzije
Jednadžba difuzije ili difuzijska jednadžba je parabolična parcijalna diferencijalna jednadžba drugoga reda. U matematici se koristi u područjima vezanim za Markovljev lanac, dok je iznimnu važnost ima u statističkoj fizici prilikom svakoga procesa koji je rezultat nasumičnog kretanja čestica. Zbog svoje općenitosti, koristi se i u raznim drugim područjima, kao informatici, biološkim znanostima, društvenim znanostima, ekonomiji, itd. 

## Jednadžba
Difuzijska jednadžba je definirana kao  
{\displaystyle {\frac {\partial \phi (\mathbf {r} ,t)}{\partial t}}=\nabla \cdot {\big [}D(\phi ,\mathbf {r} )\ \nabla \phi (\mathbf {r} ,t){\big ]},}

gdje je  ϕ(r, t) koncentracija ili gustoća promatranoga sustava u točki r i u vremenu t, a D(ϕ, r) je difuzijski koeficijent za koncentraciju ϕ i točku r. Operator ∇ vektorski diferencijalni operator nablu. 
Ako koeficijent difuzije ovisi o koncentraciji (ili gustoći), tada je jednadžba nelinearna. U suprotnom je linearna. 
Ako je koeficijent difuzije simetrična, pozitivno definirana, matrica, tada jednadžba predstavlja anizotropnu difuziju, i ima oblik:
{\displaystyle {\frac {\partial \phi (\mathbf {r} ,t)}{\partial t}}=\sum _{i=1}^{3}\sum _{j=1}^{3}{\frac {\partial }{\partial x_{i}}}\left[D_{ij}(\phi ,\mathbf {r} ){\frac {\partial \phi (\mathbf {r} ,t)}{\partial x_{j}}}\right]}

Ako je D konstanta, tada se jednadžba reducira na linearni diferencijalnu jednadžbu:
{\displaystyle {\frac {\partial \phi (\mathbf {r} ,t)}{\partial t}}=D\nabla ^{2}\phi (\mathbf {r} ,t).}

Rješenje za takav slučaj za jednu dimenziju se nalazi u obliku Gaussijana:
{\displaystyle \phi (\mathbf {r} ,t|x_{0},r_{0})={\frac {1}{\sqrt {4\pi D(t-t_{0})}}}e^{-{\frac {(x-x_{0})^{2}}{4D(t-t_{0})^{2}}}}}

Gdje su  {\displaystyle x_{0}} i {\displaystyle t_{0}} početne vrijednosti pozicije i vremena.

## Izvod
Difuzijska jednadžba se trivijalno može izvesti kombinacijom jednadžbe kontinuiteta
{\displaystyle {\frac {\partial \phi }{\partial t}}+\nabla \cdot \mathbf {j} =0,}
S Fickovim prvim zakonom
{\displaystyle \mathbf {j} =-D(\phi ,\mathbf {r} )\,\nabla \phi (\mathbf {r} ,t).}
koji kaže da je tok materijala koji vrši difuziju proporcionalan lokalnom gradijentu koncentracije. 